# Schweimker Moor und Lüderbruch
Schweimker Moor und Lüderbruch este o arie protejată (arie de protecție specială avifaunistică — SPA) din Germania întinsă pe o suprafață de 844,3 ha, integral pe uscat.

## Localizare
Centrul sitului Schweimker Moor und Lüderbruch este situat la coordonatele 52°47′01″N 10°37′48″E / 52.7836°N 10.63°E.

## Înființare
Situl Schweimker Moor und Lüderbruch a fost declarat arie de protecție specială avifaunistică în iunie 2001 pentru a proteja 7 specii de animale.

## Biodiversitate
Situată în ecoregiunea atlantică, aria protejată nu include niciun habitat protejat.
La baza desemnării sitului se află mai multe specii protejate de  păsări (7): rață mică (Anas crecca crecca), Anas platyrhynchos platyrhynchos, presură de grădină (Emberiza hortulana), Grus grus grus, codobatura galbenă (Motacilla flava), Numenius arquata arquata, mărăcinar (Saxicola rubetra).